# El Varal, Veracruz
El Varal är en ort i Mexiko.   Den ligger i kommunen Tantima och delstaten Veracruz, i den sydöstra delen av landet, 260 km nordost om huvudstaden Mexico City. El Varal ligger 24 meter över havet och antalet invånare är 114.
Terrängen runt El Varal är platt. Runt El Varal är det ganska glesbefolkat, med 36 invånare per kvadratkilometer. Närmaste större samhälle är Naranjos, 18,0 km sydost om El Varal. Omgivningarna runt El Varal är en mosaik av jordbruksmark och naturlig växtlighet.